# Paul Marcellin Berthier
Paul Marcellin Berthier (* 8. Juli 1822 in Paris; † 1912 ebenda) war ein französischer Maler und Fotograf mit Atelier in Paris.

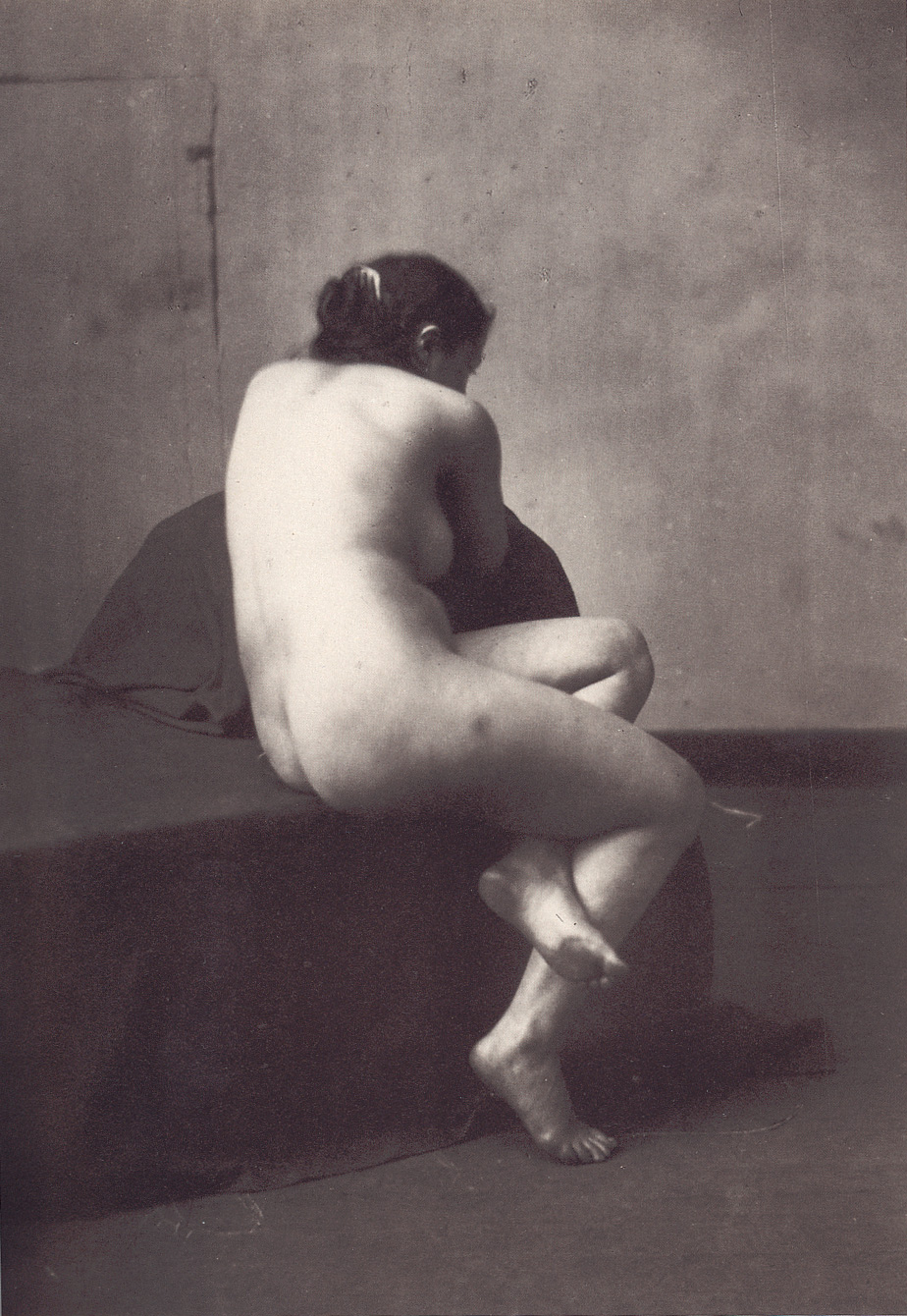
Paul Marcellin Berthier, Akt, 1865

Er war Mitglied der Société française de photographie ab 1857. Schwerpunkte seines Schaffens bilden Porträtaufnahmen, Archäologie, aber vor allem Landschaften, darunter Ansichten der Alpen, Italiens, der Schweiz, sowie die Aufnahme vom Ausbruch des Ätnas (1865).

## Werke
- Der Ätna nach Ausbruch (Museum of Modern Art, Inv. Nr.), 1865, 29,2 × 39 cm, Albuminabzug